# Tâm (nhóm)
Trong đại số trừu tượng, tâm của một nhóm G là tập hợp các phần tử giao hoán với mọi phần tử của G. Nó được ký hiệu là Z(G), từ tiếng Đức Zentrum, có nghĩa là trung tâm. Ta có
Z(G) = {z ∈ G ∣ ∀g ∈ G, zg = gz}.
Tâm là một nhóm con chuẩn tắc, Z(G) ⊲ G.

## Tính chất
Tâm của G luôn là một nhóm con của G. Tức là:
1. Z(G) chứa phần tử đơn vị của G, bởi vì phần tử đơn vị giao hoán với mọi phần tử g, theo định nghĩa: eg = g = ge, trong đó e là đơn vị;
2. Nếu x và y thuộc Z(G), thì xy cũng vậy, do tính kết hợp: (xy)g = x(yg) = x(gy) = (xg)y = (gx)y = g(xy) với mọi g ∈ G; tức là Z(G) đóng dưới phép toán nhóm;
3. Nếu x thuộc Z(G) thì x−1 cũng thế (gx = xg) ⇒ (x−1gxx−1 = x−1xgx−1) ⇒ (x−1g = gx−1).

## Tính liên hợp
Xét ánh xạ sau, f: G → Aut(G), từ G tới nhóm tự đẳng cấu của G định nghĩa bởi f(g) = ϕg, và ϕg là tự đẳng cấu của G định nghĩa bởi:
f(g)(h) = ϕg(h) = ghg−1.
Hàm f là một đồng cấu nhóm, và nhân của nó là tâm của G, còn ảnh của nó được gọi là nhóm tự đẳng cấu trong của G, ký hiệu là Inn(G). Theo định lý đẳng cấu đầu tiên ta có,
G/Z(G) ≃ Inn(G).
Cokernel (Đối nhân) của ánh xạ này là nhóm Out(G) chứa các tự đẳng cấu ngoài, và chúng tạo thành chuỗi chính
1 ⟶ Z(G) ⟶ G ⟶ Aut(G) ⟶ Out(G) ⟶ 1.

## Ví dụ
- Tâm của nhóm Abel, G, là toàn bộ nhóm G.
- Tâm của nhóm Heisenberg H, là tập các ma trận dưới dạng: {\displaystyle {\begin{pmatrix}1&0&z\\0&1&0\\0&0&1\end{pmatrix}}}
- Tâm của nhóm đơn phi abel là nhóm tầm thường (nhóm bao gồm duy nhất một phần tử là phần tử đơn vị).
- Tâm của nhóm nhị diện, Dn, tầm thường với mọi số nguyên lẻ n ≥ 3. Đối với các số nguyên chẵn n ≥ 4,  Tâm bao gồm phần tử đơn vị cùng với phép quay 180° của hình.
- Tâm của nhóm Quarternion, Q8 = {1, −1, i, −i, j, −j, k, −k}, là tập {1, −1}.
- Tâm của nhóm đối xứng (lý thuyết nhóm), Sn, tầm thường với n ≥ 3.
- Tâm của nhóm thay phiên, An, tầm thường với n ≥ 4.